# Einherjer (Band)
Einherjer ist eine norwegische Viking-Metal-Band aus Haugesund. Der Name Einherjer bezeichnet die gefallenen Krieger, die nach germanischem Glauben von den Walküren vom Schlachtfeld zum Heervater Odin nach Walhall geführt werden.

## Bandgeschichte
Einherjer wurde im Januar 1993 von Frode Glesnes (Gitarre) und Gerhard Storesund (Schlagzeug) gegründet, nachdem ihre vorherige Band Beelzebub aufgelöst worden war. Gemeinsam mit dem Sänger Rune Bjelland und Audun Wold am E-Bass wurde noch im gleichen Jahr die Demo Aurora borealis mit vier Stücken aufgenommen. Ein Jahr später folgte die im Oktober 1994 im Studio Lydloftet aufgenommene EP Leve Vikingånden auf Necromantic Gallery Productions. Im Jahr 1996 wechselte Audun Wold vom E-Bass zur E-Gitarre, den freien Posten übernahm Stein Sund. In dieser Besetzung erschien das Debütalbum Dragons of the North bei Napalm Records, ein Jahr später folgte die Single Far Far North bei Century Media. 1998 kamen mit Ragnar Vikse als Sänger und Erik Elden am E-Bass neue Mitglieder zu Einherjer, nachdem alle bis auf die Gründungsmitglieder die Band verlassen hatten. Im gleichen Jahr erschien das zweite Album, Odin Owns Ye All. Bereits kurz nach den Aufnahmen verließ Erik Elden die Band wieder. In den nächsten beiden Jahren waren Tchort (u. a. Green Carnation, Ex-Emperor, Carpathian Forest), Jon Lind und ein weiteres Mal Stein Sund kurzzeitig als Bassist bei Einherjer, ab 2000 blieb der Posten unbesetzt. Bereits ein Jahr vorher war Aksel Herløe als zweiter Gitarrist zur Band gekommen.
Im Jahr 2000 wurde die erste Demo Aurora borealis auf Necropolis Records wiederveröffentlicht. Im gleichen Jahr erschien das dritte Album Norwegian Native Art. Für dieses Album hatten Frode Glesnes und Gerhard Storesund gemeinsam mit Ragnar Vikse das Label Native North Records gegründet. Letzterer verließ Einherjer jedoch bald danach. Zwei Jahre später wurden unter dem Titel „Demo Recordings“ drei Stücke auf der Bandwebsite zum freien Download veröffentlicht. Die Band löste sich Anfang 2004 auf, wenige Monate nach dem Erscheinen ihres letzten Albums Blot. Im Dezember 2004 gründeten die zuletzt aktiven Mitglieder von Einherjer die Thrash-Metal-Band Battered.
Einherjer haben 2009 auf dem Ragnarök-Festival, dem Wacken Open Air und auf dem Paganfest Reunion-Shows gespielt. Ende des Jahres gaben sie schließlich bekannt, 2010 wieder gemeinsam als Einherjer ein Album aufzunehmen. Am 9. September 2011 erschien unter dem Label Indie Recordings mit Norrøn das fünfte Studioalbum.
Nach 15 Jahren kehrten Einherjer zu Napalm Records zurück und veröffentlichten am 26. Februar 2021 ihr achtes Studioalbum North Star.

## Stil
Die Band kombiniert Black-Metal-Elemente mit klarem Gesang, hymnischen Chorstimmen und Folk-Metal-typischen Instrumenten wie etwa der Flöte. Ein wichtiger Einfluss für die Bandmitglieder war das Album Twilight of the Gods von Bathory. Die Texte sind teils in englischer und norwegischer Sprache verfasst und behandeln Themen aus der nordischen Mythologie und der Wikinger-Zeit.

## Diskografie
Alben
- 1996: Dragons of the North (CD, Napalm Records; MC, Moon Records; 12”-Vinyl, Circle of the 111 Vinyl Saviours)
- 1998: Odin Owns Ye All (CD/12”-Vinyl, Century Media Records; MC, Metal Mind Productions)
- 2000: Norwegian Native Art (CD, Native North Records; MC, Pagan Records)
- 2003: Blot (CD, Tabu Recordings)
- 2011: Norrøn (CD/12”-Vinyl, Indie Recordings)
- 2014: Av Oss, For Oss (CD/12”-Vinyl, Indie Recordings)
- 2016: Dragons of the North XX (CD/12”-Vinyl, Indie Recordings) Neuaufnahme des Debütalbums von 1996.
- 2018: Norrøne Spor (CD/12”-Vinyl, Indie Recordings)
- 2021: North Star (CD/12”-Vinyl, Napalm Records)
- 2022: Norse and Dangerous (Live... From the Land of Legends) (Konzertalbum, CD/LP, Napalm Records)

Sonstige
- 1993: Aurora borealis (Demo, MC, Eigenvertrieb; CD, Warmageddon Productions)
- 1994: Leve Vikingånden (EP, 7”-Vinyl, Damnation Records)
- 1997: Far Far North (EP, CD/12”-Vinyl, Century Media Records)
- 2014: Nidstong (Single, 7”-Vinyl, Indie Recordings)

Beiträge auf Kompilationen (Auswahl)
- 1997: Far Far North auf Feuersturm (2xCD, Century Media Records; MC, Metal Mind Records)
- 1997: Storms of the Elder auf With Us or Against Us Volume 2 (CD, Napalm Records)
- 1997: Naar Hammerem Heves auf Firestarter (CD, Century Black)
- 1998: Aurora Borealis auf The Way of Mystery Vol. III (MC, Cédric Larriveau)
- 2008: Ironbound auf Pagan Fire (CD/CD+DVD, Nuclear Blast)

## Musikvideos
- 2014: Nidstong
- 2014: Nord og Ner (Regie/Produktion: Costin Chioreanu / Twilight 13 Media)
- 2015: Ironbound
- 2016: Ballad of the Swords
- 2016: Dragons of the North
- 2018: Spre Vingene (Regie/Produktion: Costin Chioreanu / Twilight 13 Media)
- 2018: Mine Våpen Mine Ord (Regie/Produktion: Costin Chioreanu / Twilight 13 Media)
- 2020: Stars
- 2021: The Blood and the Iron
- 2021: West Coast Groove